# Johannes Vahlen

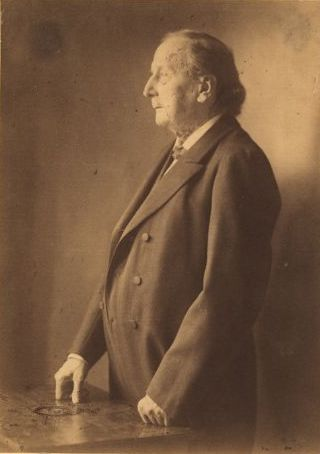
Johannes Vahlen als Achtzigjähriger. Foto von Rudolf Dührkoop (1910)

Johannes Vahlen (* 27. September 1830 in Bonn; † 30. November 1911 in Berlin) war ein deutscher Klassischer Philologe.

## Leben
Vahlen studierte Klassische Philologie an der Rheinischen Friedrich-Wilhelms-Universität Bonn. Mit einer Dissertation über Quintus Ennius promovierte er 1852 zum Dr. phil. Sein Doktorvater war Friedrich Ritschl.
Seit 1854 habilitiert, wurde Vahlen im November 1856 außerordentlicher Professor an der Schlesischen Friedrich-Wilhelms-Universität Breslau. Im April 1858 wechselte er als ordentlicher Professor an die Albert-Ludwigs-Universität Freiburg und schon ein Semester später an die Universität Wien. Nach 16 Jahren verließ er Wien und ging 1874 an die Friedrich-Wilhelms-Universität Berlin. Als Nachfolger von Moriz Haupt leitete er mit Adolf Kirchhoff das Philologische Seminar. Im akademischen Jahr 1886/1887 war er Rektor der Universität. Ab 1902 leitete Vahlen das Seminar allein, bis er 1906 die Leitung an Ulrich von Wilamowitz-Moellendorff, Hermann Diels und Eduard Norden abtrat. Noch bis 1907 hielt Vahlen Vorlesungen.
Vahlen gehörte ab 1862 der Wiener Akademie der Wissenschaften an, der er von 1869 bis 1874 Sekretar der philosophisch-historischen Klasse war. 1874 wurde er auch Mitglied der Königlich Preußischen Akademie der Wissenschaften, von 1893 bis zu seinem Tod 1911 wiederum als Sekretar der philosophisch-historischen Klasse. Er war ordentliches Mitglied der Bayerischen Akademie der Wissenschaften. Die Académie royale des Sciences, des Lettres et des Beaux-Arts de Belgique nahm im Dezember 1910 als assoziiertes Mitglied auf.
In seinen Publikationen beschäftigte sich Vahlen u. a. mit früher römischer Dichtung (er gab die Fragmente des Ennius und des Naevius heraus) sowie mit der Poetik des Aristoteles.
Vahlens jüngerer Bruder war der Verleger Franz Vahlen, seine Söhne der Mathematiker Theodor Vahlen und der Pharmakologe Ernst Vahlen (siehe: Catalogus Professorum Halensis Martin-Luther-Universität Halle-Wittenberg).
Zu seinen Schülern gehörten die Philologen Oskar Froehde, Alois Goldbacher, Paul Graffunder, Rudolf Helm, Wilhelm Heraeus, Carl Holzinger, Bernhard Kübler, Otto Plasberg, Richard Reitzenstein, Max Rothstein, Max Rubensohn, Rudolf Sydow, Emil Thomas und Friedrich Vollmer.
Johannes Vahlen starb 1911 im Alter von 81 Jahren in Berlin. Beigesetzt wurde er auf dem Alten Zwölf-Apostel-Kirchhof in Schöneberg. Das Grab ist nicht erhalten.
Vahlens Bibliothek wurde 1913 von der University of Illinois at Urbana-Champaign erworben, wie bereits 1907 die von Wilhelm Dittenberger. Zusammen bilden beide Bibliotheken als Dittenberger-Vahlen Collection of Classical Texts einen Bestand von über 15.000 Büchern und über 17.000 Sonderdrucken. Mit finanzieller Unterstützung des National Endowment for the Humanities begann die Universität im Jahr 2000 mit der Digitalisierung dieses Bestandes.